# Triclistus yungas
Triclistus yungas – gatunek błonkówki z rodziny gąsienicznikowatych i podrodziny Metopiinae.
Gatunek ten został opisany w 2013 roku przez Mabel Alverado i Alexandra Rodrigueza-Berrio na podstawie pojedynczej samicy, odłowionej w 2007 roku. Epitet gatunkowy pochodzi od Yungas – pasa lasów na wschodnich stokach Andów.
Błonkówki te mają głowę czarną z rudobrązowymi narządami gębowymi i czarniawobrązowymi czułkami o jaśniejszych spodach członów nasadowych. Biczyk czułka składa się z 21 członów, z których drugi jest 1,6 raza dłuższy niż szeroki. W widoku grzbietowym głowę charakteryzują lekko opadające policzki. Powierzchnia policzków jest w większości punktowana. Nasadowa część twarzy jest płaska. Nadustek ma prostą krawędź. Warga górna jest niewidoczna przy zamkniętych żuwaczkach. Długość powierzchni malarnej wynosi 0,6 szerokości nasady żuwaczki. Mezosoma jest czarna z rudobrązowymi tegulami, w większości gładka, błyszcząca i delikatnie punktowana. Tarcza śródplecza jest lekko wypukła. Pozatułów jest dość długi, w widoku bocznym lekko opadający z przodu i zaokrąglony ku dołowi z tyłu. Listewki: poprzeczna i podłużne środkowo-boczne pozatułowia są w pełni wykształcone. Tylna listewka poprzeczna jest łączy się pod kątami ostrymi z podłużnymi środkowo-bocznymi. Skrzydła są przezroczyste, z brązowymi pterostygmami. Te przedniej pary mają 3,8 mm długości i wyposażone są w żyłkę 3rs-m (trzecią żyłkę poprzeczną łączącą sektor radialny i żyłkę medialną). Charakterystyczną cechą ich użyłkowania jest sekcja (abcissa) żyłki 2rs-m między żyłkami Rs+2r a 3rs-m w 0,2 tak długa jak sekcja (abcissa) żyłki 2rs-m między żyłkami 3rs-m a 1m-cu. Odnóża są rudobrązowe z żóławobrązowymi wierzchami tylnych ud. Metasoma jest czarna. Pierwszy jej tergit ma listewki środkowo-boczne do połowy jego długości, a długość drugiego jej tergitu wynosi 0,9 jego szerokości.
Owad neotropikalny, endemiczny dla Peru, znany tylko z lokalizacji typowej: Rocotal w Valle de Qosñipata, w regionie Cuzco, na wysokości: 2052 m n.p.m.